# Angela Ganter
Angela Ganter (* 1. Februar 1976 als Angela Kühr) ist eine deutsche Althistorikerin.

## Leben
1995 legte sie das Abitur am Clara-Fey-Gymnasium in Bonn ab. Das Studium der Geschichte an der Universität zu Köln und der Schulmusik an der Musikhochschule Köln schloss sie 2002 mit dem Ersten Staatsexamen ab. In dieser Zeit verbrachte sie ein Jahr mit einem Stipendium des Deutschen Akademischen Austauschdienstes an der Universität Salamanca (1998–1999). Dann erarbeitete sie bei Karl-Joachim Hölkeskamp an der Universität zu Köln (2002–2006) ihre Dissertation, zunächst als Stipendiatin des Kölner Graduiertenkollegs „Vormoderne Konzepte von Zeit und Vergangenheit“, dann als Stipendiatin der Studienstiftung des deutschen Volkes. Währenddessen forschte sie ein Jahr als PhD-Studentin in Cambridge am Darwin College unter der Betreuung von Paul Cartledge und Robin Osborne (2003–2004). Im Anschluss war sie als wissenschaftliche Mitarbeiterin von Michael Zahrnt beschäftigt (2004–2005) und legte im Januar 2006 ihre Disputation ab. Darauf folgte ein Referendariat für das Lehramt an Gymnasien am Studienseminar Leverkusen und an der Kaiserin-Theophanu-Schule in Köln-Kalk (2006–2008), das sie mit dem Zweiten Staatsexamen abschloss. Im Anschluss wurde sie akademische Rätin auf Zeit am Lehrstuhl von Frank Bernstein an der Johann Wolfgang Goethe-Universität Frankfurt am Main (2008–2015), unterbrochen von einem einjährigen Forschungsaufenthalt am Deutschen Archäologischen Institut Rom, der von der Gerda-Henkel-Stiftung gefördert wurde (2011–2012).
2014 habilitierte sie sich in Frankfurt. Als Heisenbergstipendiatin der Deutschen Forschungsgemeinschaft (2016–2018) ging sie an die Friedrich-Alexander-Universität Erlangen-Nürnberg, vertrat ein Jahr den Lehrstuhl von Martin Jehne an der Technischen Universität Dresden (2016–2017) und ein Semester den Lehrstuhl von Tanja Scheer an der Georg-August-Universität Göttingen (2017–2018). Im Dezember 2017 erhielt sie einen Ruf auf die W3-Professur für Alte Geschichte an der Universität Regensburg, im Januar 2018 einen Ruf auf die W3-Professur für Geschichte des Altertums an der Universität Potsdam, den sie ablehnte: Seit Oktober 2018 ist sie Inhaberin des Lehrstuhls für Alte Geschichte an der Universität Regensburg. 2023 wurde Ganter in den wissenschaftlichen Beirat der Kommission für Alte Geschichte und Epigraphik gewählt. Im August 2024 erhielt sie einen Ruf auf eine W3-Professur für Alte Geschichte an der Universität Bonn. 
Das von Angela Ganter geleitete Masterseminar "Verfassungsdebatten: Kontexte und Medien" wurde im Juni 2025 mit dem Lehrinnovationspreis der Universität Regensburg in der Kategorie Lehrveranstaltung ausgezeichnet.
Angela Ganter hat mit ihrem Ehemann Paul Ganter drei Kinder (* 2014, 2015 und 2017).

## Schriften (Auswahl)
- Als Kadmos nach Boiotien kam. Polis und Ethnos im Spiegel thebanischer Gründungsmythen (= Hermes Einzelschriften. Band 98). Steiner, Stuttgart 2006, ISBN 3-515-08984-5 (zugleich Dissertation, Köln 2006).
- Was die römische Welt zusammenhält. Patron-Klient-Verhältnisse zwischen Cicero und Cyprian (= Klio Beihefte. Neue Folge. Band 26). De Gruyter, Berlin u. a. 2015, ISBN 3-11-043905-0 (zugleich Habilitationsschrift,  Frankfurt am Main 2015).
- Griechische Geschichte. Von der Bronzezeit bis zum Hellenismus. Beck, München 2024, ISBN 978-3-40681637-6.